# Чанлин
Чанли́н (кит. упр. 长岭, пиньинь Chánglǐng, буквально: «длинный горный хребет») — уезд городского округа Сунъюань провинции Гирин (КНР).

## История
Уезд Чанлин был образован при империи Цин в 1908 году, и вошёл в состав провинции Гирин. Когда в 1931 году Маньчжурия была оккупирована японцами, то уезд Чанлин оказался в составе образованного в 1932 году марионеточного государства Маньчжоу-го (также в составе провинции Гирин). В результате административной реформы в Маньчжоу-го уезд Чанлин в 1941 году вошёл в состав новообразованной провинции Сыпин.
После окончании Второй мировой войны и ликвидации Маньчжоу-го уезд Чанлин вошёл в состав новообразованной провинции Ляобэй. В 1949 году провинция Ляобэй была ликвидирована, и уезд Чанлин вошёл в состав провинции Гирин.

## Административное деление
Уезд Чанлин делится на 12 посёлков и 10 волостей.